# Eckert-Zahl
Die Eckert-Zahl {\displaystyle {\mathit {Ec}}} ist eine dimensionslose Kennzahl, die nach dem Ingenieur und Naturwissenschaftler Ernst Eckert (1904–2004) benannt wurde. Angewendet wird sie im Gebiet der Wärmeübertragung um beispielsweise die Dissipation sowie Konvektion von Wärme an Grenzflächen zu bestimmen. 
Die Eckert-Zahl ist definiert für kompressible Fluide. Sie lässt sich als Verhältnis der kinetischen Energie des Fluids zur Enthalpiedifferenz zwischen einer umströmten Wand bzw. einem Körper und dem Fluid schreiben
{\displaystyle {\mathit {Ec}}={\frac {v_{\infty }^{2}}{c_{p}\cdot \Delta T}}}
Der Zähler ist proportional zur kinetischen Energie des ungestörten Fluids, also proportional zum Quadrat der Strömungsgeschwindigkeit {\displaystyle v_{\infty }} des Fluids in großer Entfernung zur Wand. 
Der Entalpieunterschied im Nenner berechnet sich aus der Temperaturdifferenz {\displaystyle \Delta T=T_{\mathrm {w} }-T_{\infty }} zwischen Wand und dem Fluid in großer Entfernung zur Wand, wobei {\displaystyle c_{p}} die isobare spezifische Wärmekapazität des Fluids ist.